# Fabbriche di Vergemoli
Fabbriche di Vergemoli es una localidad italiana de la provincia de Lucca, Región de Toscana, con 798 habitantes.

## Historia
Los días 21 y 22 de abril de 2013 se llevó a cabo un referéndum regional en los municipios de Fabbriche di Vallico y Vergemoli, con el objeto de consultar a la ciudadanía sobre la fusión de ambas entidades, el escrutinio del mismo arrojo como resultado que el 80,78% de los votantes estaban a favor de la creación de un nuevo municipio, fusionando los don anteriores.
Mediante la Ley 43 de la Región Toscana, sancionada en el 2013, se creó el municipio de Fabbriche di Vergemoli, producto de la fusión de los dos municipios mencionados anteriormente, realizándose el día 26 de mayo de 2014 la primera elección municipal.

## Clima
El clima de Fabbriche di Vergemoli es templado. La temperatura media anual es de 14 °C. el mes más frío es enero (2 °C de media) y los más cálidos son julio y agosto (29 °C)
| Parámetros climáticos promedio de Fabbriche di Vergemoli | Parámetros climáticos promedio de Fabbriche di Vergemoli | Parámetros climáticos promedio de Fabbriche di Vergemoli | Parámetros climáticos promedio de Fabbriche di Vergemoli | Parámetros climáticos promedio de Fabbriche di Vergemoli | Parámetros climáticos promedio de Fabbriche di Vergemoli | Parámetros climáticos promedio de Fabbriche di Vergemoli | Parámetros climáticos promedio de Fabbriche di Vergemoli | Parámetros climáticos promedio de Fabbriche di Vergemoli | Parámetros climáticos promedio de Fabbriche di Vergemoli | Parámetros climáticos promedio de Fabbriche di Vergemoli | Parámetros climáticos promedio de Fabbriche di Vergemoli | Parámetros climáticos promedio de Fabbriche di Vergemoli | Parámetros climáticos promedio de Fabbriche di Vergemoli |
| Mes                                                      | Ene.                                                     | Feb.                                                     | Mar.                                                     | Abr.                                                     | May.                                                     | Jun.                                                     | Jul.                                                     | Ago.                                                     | Sep.                                                     | Oct.                                                     | Nov.                                                     | Dic.                                                     | Anual                                                    |
| -------------------------------------------------------- | -------------------------------------------------------- | -------------------------------------------------------- | -------------------------------------------------------- | -------------------------------------------------------- | -------------------------------------------------------- | -------------------------------------------------------- | -------------------------------------------------------- | -------------------------------------------------------- | -------------------------------------------------------- | -------------------------------------------------------- | -------------------------------------------------------- | -------------------------------------------------------- | -------------------------------------------------------- |
| Temp. máx. media (°C)                                    | 11                                                       | 12                                                       | 15                                                       | 18                                                       | 22                                                       | 26                                                       | 29                                                       | 29                                                       | 26                                                       | 21                                                       | 16                                                       | 12                                                       | 19.8                                                     |
| Temp. mín. media (°C)                                    | 2                                                        | 3                                                        | 5                                                        | 7                                                        | 11                                                       | 14                                                       | 17                                                       | 17                                                       | 14                                                       | 11                                                       | 6                                                        | 3                                                        | 9.2                                                      |
| Precipitación total (mm)                                 | 74                                                       | 70                                                       | 77                                                       | 80                                                       | 61                                                       | 43                                                       | 24                                                       | 57                                                       | 88                                                       | 120                                                      | 122                                                      | 85                                                       | 901                                                      |
| Humedad relativa (%)                                     | 75                                                       | 71                                                       | 70                                                       | 72                                                       | 72                                                       | 70                                                       | 67                                                       | 68                                                       | 71                                                       | 72                                                       | 74                                                       | 76                                                       | 71.5                                                     |
| Fuente: Il Meteo                                         |                                                          |                                                          |                                                          |                                                          |                                                          |                                                          |                                                          |                                                          |                                                          |                                                          |                                                          |                                                          |                                                          |

## Demografía
Según los datos del año 2017 del Instituto Nacional de Estadísticas Italiano (ISTAT) residen en Fabbriche di Vergemoli 798 personas, de las cuales 426 (53,4%) son hombres y 372 mujeres (46,6%). la comunidad extranjera representa el 10,20% de los habitantes (81), principalmente provienen de África 39,50% y Asia 27,20%.
Las comunidades más numerosas son la pakistaní con 15 personas (18,52%), la rumana 12 personas (14,81%)y la nigeriana, 10 personas (12,35%)